# Принцип максимума модуля
Принцип максимума модуля выражается следующей теоремой:
Если {\displaystyle f} голоморфна в некоторой области {\displaystyle G\subset \mathbb {C} ^{n}} и существует точка {\displaystyle z_{0}\in G} такая, что во всей области {\displaystyle G} выполняется неравенство {\displaystyle |f(z_{0})|\geqslant |f(z)|}, то {\displaystyle f(z)\equiv \mathrm {const} }.
Другими словами, модуль аналитической функции, отличной от константы, не может иметь локальных максимумов внутри области {\displaystyle G}.

## Следствия
- Принцип минимума модуля. Если {\displaystyle f} аналитична в некоторой области {\displaystyle G\subset \mathbb {C} ^{n}}, не обращается там в нуль, и существует точка {\displaystyle z_{0}\in G} такая, что во всей области {\displaystyle G} выполняется неравенство {\displaystyle |f(z_{0})|\leqslant |f(z)|}, то {\displaystyle f(z)\equiv \mathrm {const} }. (То есть локальные минимумы модуля аналитической функции, отличной от константы, могут достигаться только в тех точках, где она обращается в ноль.)
- Принцип максимума вещественной и мнимой части. Если для аналитической функции {\displaystyle f(z)} в точке {\displaystyle z_{0}\in G} достигается локальный максимум (минимум) у её вещественной (или мнимой) части, тогда функция {\displaystyle f(z)} есть константа.

(Здесь используется обычный принцип максимума модуля для функций {\displaystyle e^{f(z)}} и {\displaystyle e^{if(z)}}, а также равенство {\displaystyle \left|e^{f(z)}\right|=e^{\mathrm {Re} \,f(z)}}.)
- Пусть {\displaystyle K\subset \mathbb {C} ^{n}} — компактное подмножество. Для всякой функции {\displaystyle f}, непрерывной на {\displaystyle K} и аналитичной внутри {\displaystyle K}, выполнено равенство:

{\displaystyle \|f\|_{K}=\|f\|_{\partial K}.}
Если последовательность таких функций равномерно сходится на границе компакта {\displaystyle K}, тогда она сходится равномерно на всём {\displaystyle K}.
- Лемма Шварца[1]